# Univerza PSL
Univerza PSL (francosko Université Paris Sciences et Lettres ali krajše Université PSL) je javna raziskovalna univerza v Parizu v Île-de-Francii vFranciji.
Univerza  PSL, ustanovljena leta 2010 z združitvijo 11 že obstoječih ustanov je ena vodilnih na svetu na področju znanosti, inženirstva in tehnologije, pa tudi na drugih področjih, vključno z upravo, ekonomijo, jezikoslovjem, umetnostjo, filozofijo, humanistiko in družbo.
S skupno 28 prejemniki Nobelovih nagrad in desetimi Fieldsovimi medaljami je po akademskih dosežkih ena najvišje uvrščenih univerz na svetu (tu štejejo dosežki prej samostojnih univerz skupaj).